# Trstenica
Trstenica (izvirno srbsko Трстеница) je naselje v Srbiji, ki upravno spada pod Občino Obrenovac; slednja pa je del Mesta Beograd.

## Demografija
V naselju živi 742 polnoletnih prebivalcev, pri čemer je njihova povprečna starost 41,8 let (41,8 pri moških in 41,8 pri ženskah). Naselje ima 295 gospodinjstev, pri čemer je povprečno število članov na gospodinjstvo 3,11.
To naselje je, glede na rezultate popisa iz leta 2002, večinoma srbsko, a v času zadnjih treh popisov je opazno zmanjšanje števila prebivalcev.
|  |

| Demografija | Demografija     | Demografija     |
| Leto        | Št. prebivalcev | Št. prebivalcev |
| ----------- | --------------- | --------------- |
|             |                 |                 |
|             |                 |                 |
|             |                 |                 |
|             |                 |                 |
| 1948        | 1202            |                 |
| 1953        | 1213            |                 |
| 1961        | 1116            |                 |
| 1971        | 971             |                 |
| 1981        | 968             |                 |
| 1991        | 967             | 957             |
| 2002        | 935             | 917             |
|             |                 |                 |

| Etnična sestava po popisu iz leta 2002 | Etnična sestava po popisu iz leta 2002 | Etnična sestava po popisu iz leta 2002 | Etnična sestava po popisu iz leta 2002 | Etnična sestava po popisu iz leta 2002 |
| -------------------------------------- | -------------------------------------- | -------------------------------------- | -------------------------------------- | -------------------------------------- |
| Srbi                                   | Srbi                                   |                                        | 879                                    | 95,85%                                 |
| Črnogorci                              | Črnogorci                              |                                        | 24                                     | 2,61%                                  |
| Makedonci                              | Makedonci                              |                                        | 4                                      | 0,43%                                  |
| Romi                                   | Romi                                   |                                        | 3                                      | 0,32%                                  |
| Jugoslovani                            | Jugoslovani                            |                                        | 3                                      | 0,32%                                  |
| Neznano                                | Neznano                                |                                        | 4                                      | 0,43%                                  |